# 夫皇站
夫皇站（：／ Buhwang yeok */?）是位于韩国忠清南道论山市夫赤面夫皇里的一个车站，属于湖南线。

## 历史
- 1955年8月21日 - 落成使用。

## 相鄰車站
韓國鐵道公社
湖南線
連山－夫皇－論山